# Greenleaf (Kansas)
Greenleaf – miasto w Stanach Zjednoczonych, w stanie Kansas, w hrabstwie Washington.